# Shamsia Hassani

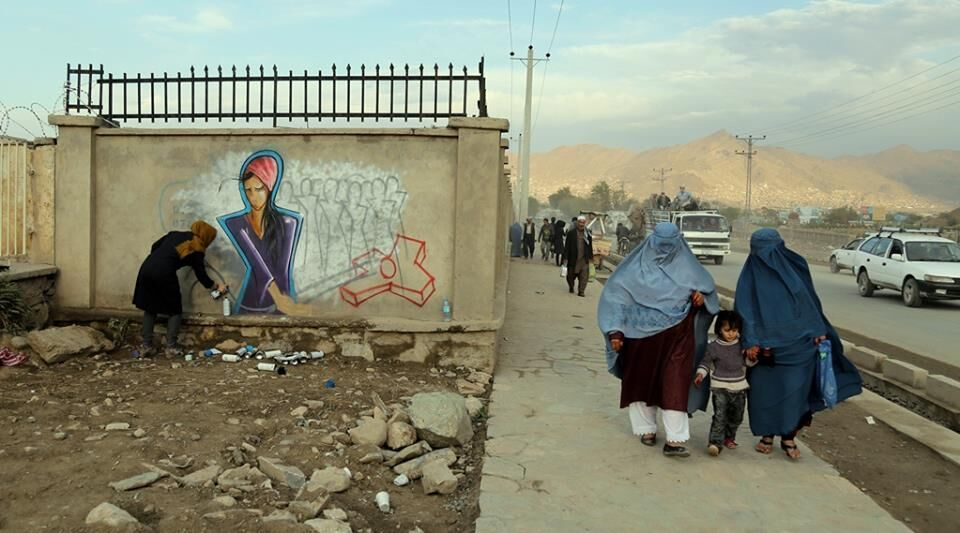
Graffiti, Darul Aman Palace, Kabul, Afghanistan

Shamsia Hassani detta Shamsia (Teheran, 1988) è un'artista afghana, graffitista e professoressa di scultura all'Università di Kabul.

## Biografia
Shamsia Hassani è nata nel 1988 a Teheran, in Iran, dove i suoi genitori, originari di Kandahar, sono emigrati durante gli anni della guerra. Hassani mostra interesse per la pittura fin dalla tenera età, ma non le viene permesso di studiare le arti, oggetto di studi proibiti per gli studenti originari dell'Afghanistan. Al suo ritorno nel 2005, studia arte tradizionale all'Università di Kabul. Successivamente trova lavoro come docente incaricata e in seguito professoressa associata di scultura presso l'università. Fonda il collettivo d'arte contemporanea Rosht.
Nel dicembre 2021 Hassani è stata inserita dalla BBC nella lista delle 100 donne che si sono maggiormente distinte nell'anno.
All'Università di Kabul, Shamsia Hassani ha insegnato scultura fino al dicembre 2021. Ora è costretta a vivere nascosta a causa della sua attività di street writer a favore delle donne afgane. I suoi murales vengono costantemente cancellati dalle autorità, ma lei non si ferma, perché, dice, "l'arte è più forte della guerra".

## Opere
In un corso organizzato a Kabul da Combat Communications nel dicembre 2010, Hassani apprende l'arte dei murales da Chu, un artista del Regno Unito. In seguito a questo workshop inizia la pratica della street art sui muri delle case nelle strade di Kabul. Adotta questa forma di arte perché le bombolette spray e gli stencil sono molto più economici delle forniture artistiche tradizionali,
Una delle sue opere sulle pareti del centro culturale della capitale è una donna che indossa un burka seduta sotto una scala. L'iscrizione sottostante recita L'acqua può ritornare in un fiume arido, ma cosa succede al pesce morto?. Conclude il suo lavoro rapidamente, in 15 minuti, per evitare molestie, e dichiara che il suo lavoro non è islamico.
Sostiene che con il suo lavoro vuole opporsi all'oppressione delle donne afgane nella loro società.
Hassani presenta il suo lavoro in formato digitale attraverso il progetto intitolato Dreaming Graffiti. Presenta quindi una serie in cui dipinge o fotografa colori ed immagini su foto digitali per esplorare i problemi di sicurezza personale e nazionale.
Ha reso popolare la "street art" nelle strade di Kabul. Espone la sua arte digitale e la sua street art in India, Iran, Germania, Italia e Svizzera e nelle missioni diplomatiche di Kabul.
Il 14 giugno 2013 realizza un affresco murale all'Unione operaia di Ginevra, nel quartiere delle Grottes con delle donne migranti vittime di violenze e ricoverate in centri d'accoglienza. Il 14 giugno è una data simbolica in Svizzera perché quel giorno viene commemorato lo sciopero femministadel 14 giugno 1991. Nel giugno 2013 Shamsa si è recata anche a Zurigo come parte delle attività del centro culturale Rote Fabrik.
Nel 2014, Hassani è finalista per il premio Artraker con il suo progetto La magia dell'arte è la magia della vita. Lo stesso anno è stata nominata tra i 100 membri dei global thinkers.